# 马里科帕 (加利福尼亚州)
马里科帕（英語：Maricopa），是美国加利福尼亚州克恩县下属的一座城市。建市于1911年7月25日，面积大约为1.5平方英里（3.9平方公里）。根据2010年美国人口普查，该市有人口1,154人。